# Cláudio Biekarck
Claudio "Klaus" Biekarck (São Paulo, 16 de maio de 1951) é um velejador brasileiro.
Um dos atletas mais experientes do país, participou de dez Jogos Pan-Americanos e três Jogos Olímpicos. Nas Olimpíadas, pela classe Finn, Biekarck conseguiu dois quartos lugares. No Pan-Americano levou dez medalhas entre Cidade do México 1975 e Lima 2019. Apenas uma foi na Finn, seguidas por nove  na classe Lightning junto de seu proeiro Gunnar Ficker, começando pelo único título, em Caracas 1983.

## Trajetória esportiva
Em Guadalajara 2011, o brasileiro neto de alemães conquistou sua oitava medalha nos jogos: um bronze. Ele navegou ao lado de Gunnar Ficker e Marcelo Silva. Ao fim de onze regatas, sendo a última a regada da medalha, eles terminaram com 34 pontos perdidos, sendo superados por chilenos e norte-americanos no pódio. 
Nos Jogos Pan-Americanos de 2015, em Toronto, fez parte da equipe brasileira que conquistou a medalha de bronze. A equipe foi composta, ainda, por Gunnar Ficker e Maria Hackerott. Eles concluíram a competição com 43 pontos perdidos, após ficarem em 5º lugar na regata da medalha. A equipe argentina ficou com o ouro, seguida dos norte-americanos.
Em 2019, o atleta foi vice-campeão nos Jogos Pan-Americanos, na classe Lightning. Ele foi membro da equipe composta por Gunnar Ficker e Isabel Ficker. Os brasileiros chegaram à regata da medalha empatados com os argentinos, porém terminaram a prova em 3º lugar, atrás dos adversários. De tal maneira, ficaram com a medalha de prata, com 24 pontos perdidos, contra 20 dos argentinos. 